# Russ Feingold
Russ Feingold, właśc. Russell Dana Feingold (ur. 2 marca 1953 w Janesville, Wisconsin) – amerykański polityk, senator ze stanu Wisconsin w latach 1993–2011 (wybrany w 1992 i ponownie w 1998 i 2004), członek Partii Demokratycznej. Choć często był wymieniany jako jeden z możliwych kandydatów w wyborach prezydenckich roku 2008, 12 listopada, 2006 oświadczył, że nie zamierza kandydować.
Feingold jest najbardziej znany za sponsorowanie wraz z Johnem McCainem ustawy Bipartisan Campaign Reform Act reformującej finansowanie amerykańskich kampanii wyborczych, znanej potocznie jako "McCain-Feingold Bill".